# 泉国三郎

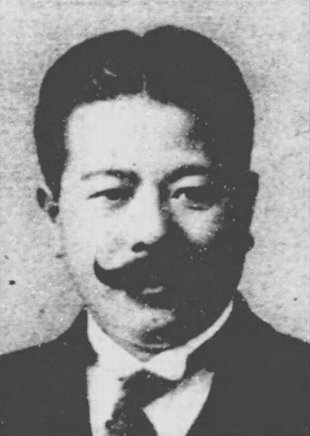
泉国三郎

泉 国三郎（いずみ くにさぶろう、1896年〈明治29年〉12月30日 – 1963年〈昭和38年〉12月19日）は、衆議院議員、弁護士。

## 経歴
岩手県気仙郡世田米村（現在の住田町）出身。工場労働者、土木作業員、出稼ぎ労働者などを経験した後、1919年（大正8年）に上京して警視庁巡査となった。翌年、大蔵省普通文官試験に合格。1922年（大正11年）には弁護士試験に合格し、東京に弁護士事務所を開業した。1925年（大正14年）、上閉伊郡遠野町（現在の遠野市）に事務所を移転。労働農民党が結成されると、稗和支部長、上閉伊支部長、岩手県支部連合会常任執行委員などを務めた。労働農民党解散後は岩手無産党を組織して、執行委員長として無産政党再建に勤めた。遠野町会議員、岩手県会議員、遠野町助役、同町長を歴任。
1937年（昭和12年）、第20回衆議院議員総選挙に立憲政友会から出馬し、当選。第21回衆議院議員総選挙でも再選を果たした。翼賛政治会から大日本政治会を経て、戦後、日本進歩党に入るが、間もなく公職追放となった。追放解除後の1952年の第25回衆議院議員総選挙で日本社会党右派から立候補したが、落選した。

## 著書
- 『東北凶作を語る』（秀盛舎印刷、1934年）